# 瓊·岡拿·弗魯約森
瓊·岡拿·弗魯約森（1989年4月10日—）是一位冰島足球運動員。在場上的位置是中後衛。他現在效力於瑞典足球超級聯賽球隊辛斯華爾體操及體育會。他也代表冰島國家足球隊參賽。